# Lijst van condottieri
Dit is een lijst van condottieri, militaire bevelhebbers die vochten met huurlingen in Italië tijdens de late middeleeuwen en vroege renaissance. Achter elke naam staat genoteerd wanneer hij leefde en voor welke stadstaten hij actief was.
- Malatesta da Verruchio, 1212 - 1312 (Rimini)
- John Hawkwood, ca. 1320 - 1394 (Pisa, Milaan en Florence)
- Angelo Tartaglia, ca. 1350 - 1421 (Pisa, Rome en Verona)
- Facino Cane de Casale, 1360 - 1412 (Milaan)
- Braccio da Montone, 1368 - 1424 (Napels)
- Pippo Spano, 1369 - 1426 (Koninkrijk Hongarije)
- Muzio Sforza, 1369 - 1424 (Napels)
- Giovanni Vitelleschi, gestorven in 1440 (het Vaticaan)
- Erasmo da Narni, 1370 - 1443 (Montone, het Vaticaan, Florence en Venetië)
- Niccolò Piccinino, 1380 - 1444 (Florence en Milaan)
- Francesco Bussone da Carmagnola, 1390 - 1432 (Milaan, Florence en Venetië)
- Scaramuccia da Forlì (overleden in 1450)
- Bartolomeo Colleoni, ca. 1400 - 1475 (Milaan en Venetië)
- Sigismondo Malatesta, 1417 - 1468 (Venetië)
- Federico da Montefeltro, 1422 - 1482 (Napels)
- Francesco de Avalos, 1490 - 1525 (Napels)
- Giovanni dalle Bande Nere, 1475 - 1507 (het Vaticaan)
- Sampiero Corso, 1498 - 1567 (Florence en Frankrijk)
- Leone Strozzi, 1515 - 1554 (Siena, Frankrijk en Orde van Malta)